# Cleethorpes
Cleethorpes ist ein Seebad am Humber nahe der Nordsee und hat etwa 32.000 Einwohner, Stand 2001. Cleethorpes bildet zusammen mit Grimsby, der Hauptstadt der Verwaltungsgrafschaft North East Lincolnshire, eine Agglomeration.

## Geschichte
Cleethorpes bestand ursprünglich aus drei Dörfern (altengl.: thorp = Hof, Siedlung): Itterby, Oole und Thrunscoe. Diese Dörfer waren Teil einer größeren Gemeinde namens Clee (altengl. für clay = Ton).
Die frühesten Funde der Gegend stammen aus der Jungsteinzeit sowie Bronzezeit; erste dauerhafte Besiedlung erfolgte durch die Dänen im 6. Jahrhundert, welche bis zum 9. Jahrhundert feste Gemeinden gründeten.
Cleethorpes war lange Zeit ein normales Fischerdorf. Gemäß einer Zählung im Jahre 1801 hatte es 284 Einwohner. In den 1820ern begann sich das Dorf zu einem Ferienort und Seebad zu entwickeln. 1831 hatte der Ort 497 Einwohner.
1842 wurde das Gesetz zur Einfriedung des Ortes erlassen. 2.050 Morgen (8,3 km2) Bauland unter den Landbesitzern aufgeteilt, es entstanden mehrere neue Landstraßen.
Der Ferienort wuchs bedingt durch den neuen Bahnanschluss an die Industriestädte Yorkshires rasch. Der Cleethorpes Pier wurde 1873 eröffnet, die Promenade im Jahre 1885.  1873 wurde der Ort zu einem Local Board of Health District ernannt. Gemäß dem Local Government Act des Jahres 1894 wurde der Ort zu einem Städtischen Bezirk erhoben.
Im Jahre 1916 erhielt der Urban District offiziell den Namen Cleethorpes; 1922 und 1927 wurde das Stadtgebiet zweimalig vergrößert. 1936 wurde der Stadt die Royal Charter verliehen – sie wurde zu einem Municipal Borough.
In der Nacht vom 13. auf den 14. Juni 1943 warf die deutsche Luftwaffe, neben herkömmlichen Spreng- und Brandbomben, etwa 3.000 Splitterbomben des Typs SD 2 über Cleethorpes und dem benachbarten Grimsby ab, von denen zahlreiche auf dem Boden, an Gebäuden, in Bäumen usw. liegen- und hängenblieben, um bei der geringsten Berührung nachträglich zu explodieren.
Zwischen 1974 und 1996 war Cleethorpes ein eigener Borough innerhalb der damaligen Grafschaft Humberside. Die Grafschaft wurde 1996 aufgelöst, und die beiden Boroughs Cleethorpes und Grimsby fusionierten, um die neue Unitary Authority North East Lincolnshire zu bilden. 2009 beschloss deren Behörde sowie Unternehmen der Privatwirtschaft und Wirtschaftsvertretungen, die Städte Grimsby, Cleethorpes und Immingham zur Promotion, insbesondere der Hafenwirtschaft, unter dem inoffiziellen Namen Greater Grimsby zu vermarkten.

## Politik
Cleethorpes gehört gegenwärtig dem Wahlkreis Great Grimsby and Cleethorpes an, welcher seit 2024 von Melanie Onn von der Labour Party vertreten wird. Zuvor war der Wahlkreis anders geschnitten, so gehörte vor 1997 die Stadt zu Teilen den Wahlkreisen Brigg and Cleethorpes, Louth und Great Grimsby an. Nachfolgend sind die seit 1945 für Cleethorpes in das Britische Unterhaus gesandten Abgeordneten aufgelistet:
| Wahl   | Abgeordneter       | Partei       |
| ------ | ------------------ | ------------ |
| 1945   | Kenneth Younger    | Labour       |
| 1950   | Sir Cyril Osborne  | Conservative |
| 1969 1 | Jeffrey Archer     | Conservative |
| 1974   | Michael Brotherton | Conservative |
| 1983   | Michael Brown      | Conservative |
| 1997   | Shona McIsaac      | Labour       |
| 2010   | Martin Vickers     | Conservative |
| 2024   | Melanie Onn        | Labour       |

Die Partnerstadt von Cleethorpes ist Königswinter in Nordrhein-Westfalen.

## Kultur und Sehenswürdigkeiten
Cleethorpes ist ein typisches englisches Seebad mit Vergnügungsmeile am Strand. Am Rande der Stadt existiert es ein Landschaftsschutzgebiet mit Dünen und seltenen Vogelarten.

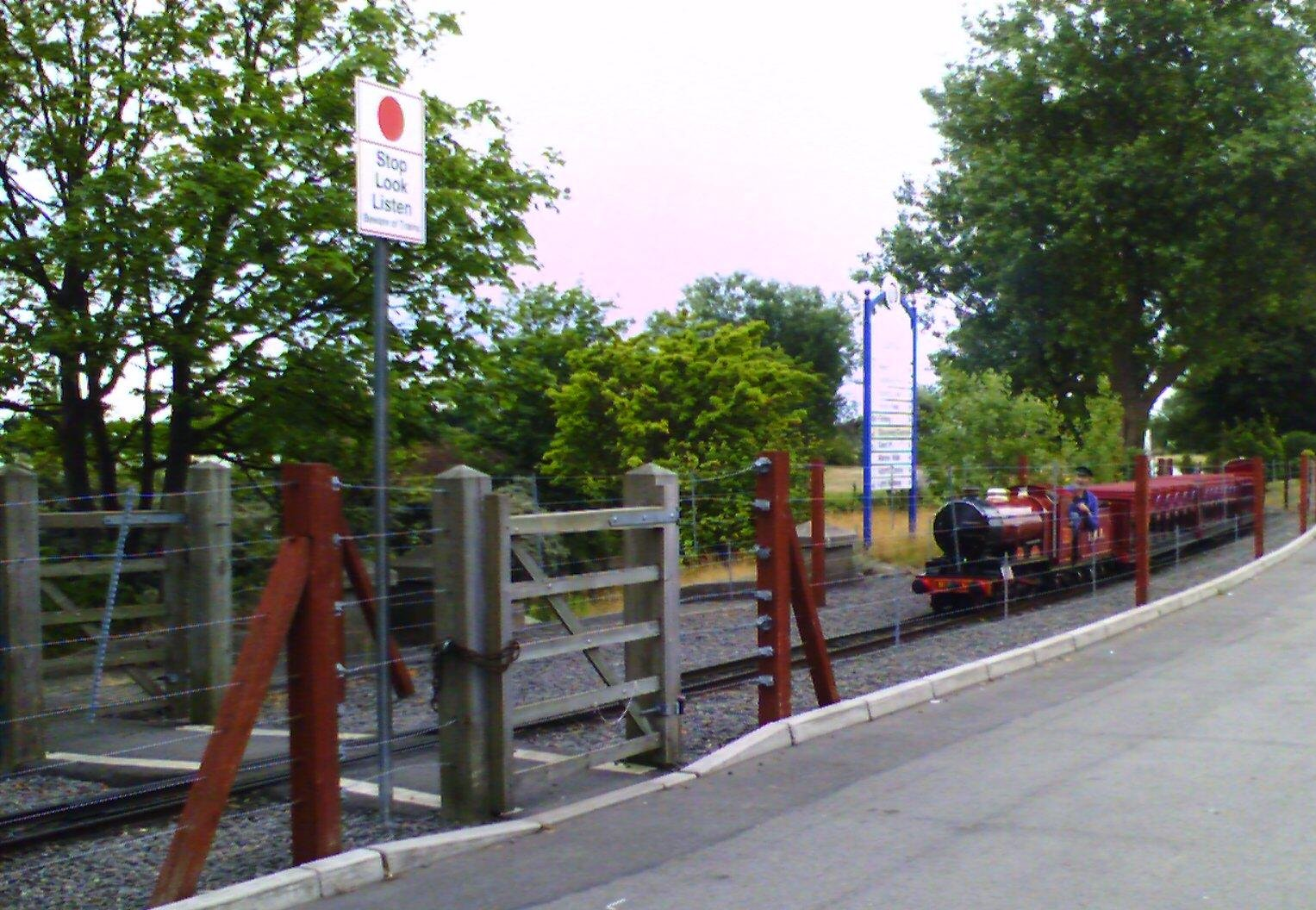
Cleethorpes Coast Light Railway

Die Ross Castle ist ein 1863 erbauter Nachbau einer Burgruine. Sie stellt den höchsten Punkt der Küstenlinie dar. Nach abgeschlossenen Renovierungsarbeiten wurde sie im Juni 2008 wiedereröffnet. Nachdem eine Frau am 9. Januar 2009 tödlich abstürzte, dachte man zeitweise über eine Schließung der Ruine für die Öffentlichkeit nach. 2007 gewann die Stadt den Britain in Bloom Award der Royal Horticultural Society in der Kategorie Küstenstadt. Außerdem erhielt die Stadt einen Silver-Gilt-Award, einen Tourismus-Award sowie den Shredded Wheat Community Champions Award.

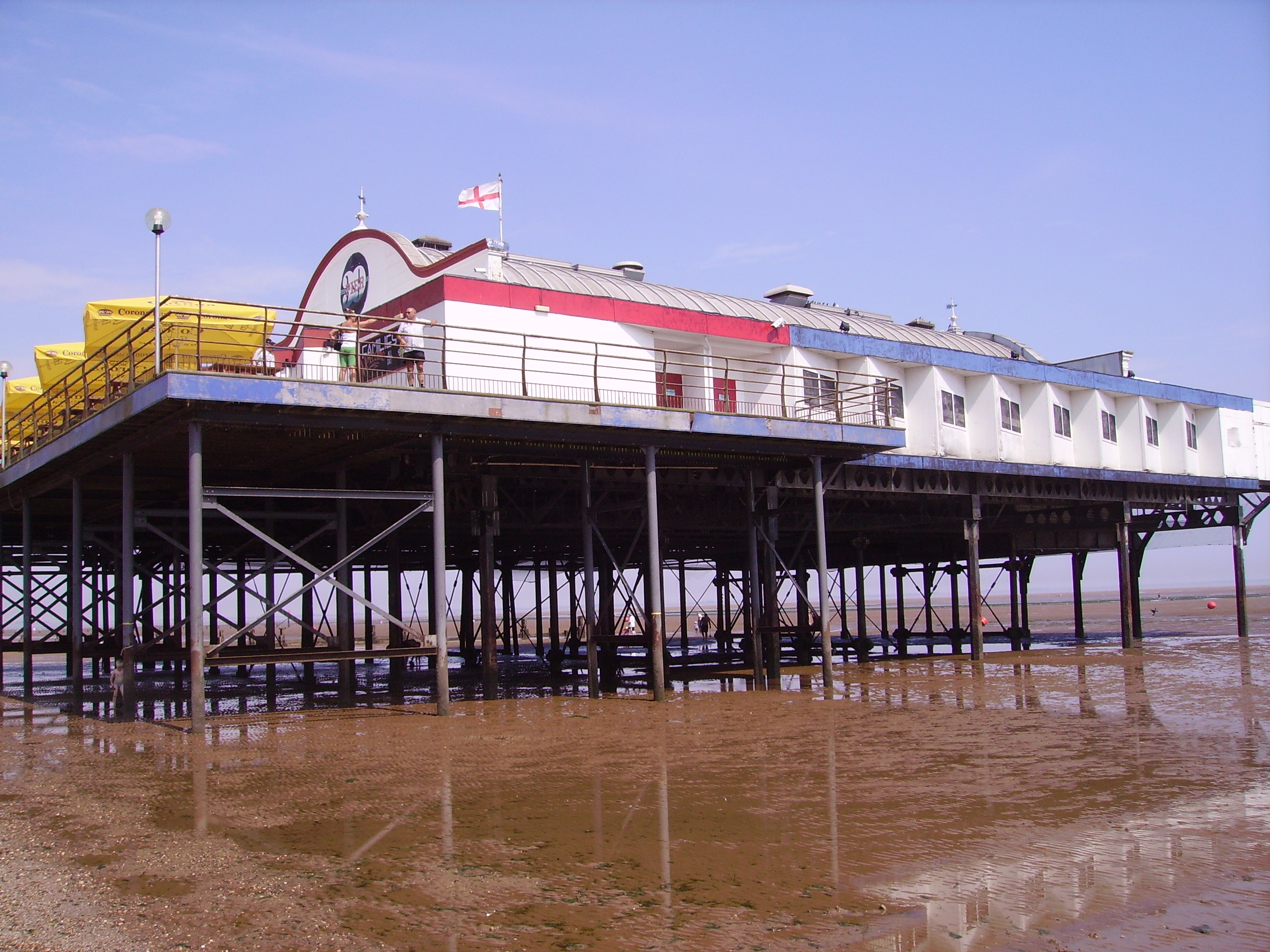
Cleethorpes Pier

Weitere Sehenswürdigkeiten der Stadt sind der Cleethorpes Pier, der Pleasure Island Family Theme Park, die Cleethorpes Coast Light Railway, das Discovery Centre sowie der Jungle Zoo. Letzterer wurde von der örtlichen Behörde sowie von Tierschutzverbänden aufgrund schlechter Tierhaltung kritisiert.
Die Kirche St Adrian's an der Grimsby Road (A180) wurde in den 1950er Jahren vom Vater John Hurts geführt. St Peter's ist die im Jahre 1866 erbaute Stadtpfarrkirche von Cleethorpes. Außerdem gibt es noch die Kirche St Francis of Assisi in der Sandringham Road.
Interessanterweise hat der Fußballverein Grimsby Town F.C. mit dem Blundell Park hier seine Spielstätte. Damit ist der Verein einer der wenigen englischen Profivereine, der seine Heimspiele in einer anderen Stadt als der eigenen austrägt. Darüber hinaus gibt es einen Turnverein sowie den Rugbyverein Cleethorpes Rugby Union Football.

## Wirtschaft und Infrastruktur
Cleethorpes liegt nicht unmittelbar am Meer, sondern an der Mündungsbucht des Humbers. Bei Ebbe fallen weite Strecken des vor der Stadt gelegenen Flussbodens trocken. An klaren Tagen kann man auf der gegenüberliegenden Seite des Humbers den Leuchtturm der Spurn-Halbinsel erkennen.
Nahe dem Pier und neben der Küstenwache hat die RNLI eine Station, welche in naher Zukunft durch einen Neubau ersetzt werden soll.
Busverbindungen nach Grimsby, Immingham und den nahegelegenen Dörfern werden von Stagecoach Grimsby-Cleethorpes durchgeführt. Zusätzlich existieren zwei von Stagecoach in Lincolnshire angebotene Spätabend-Verbindungen nach Louth.

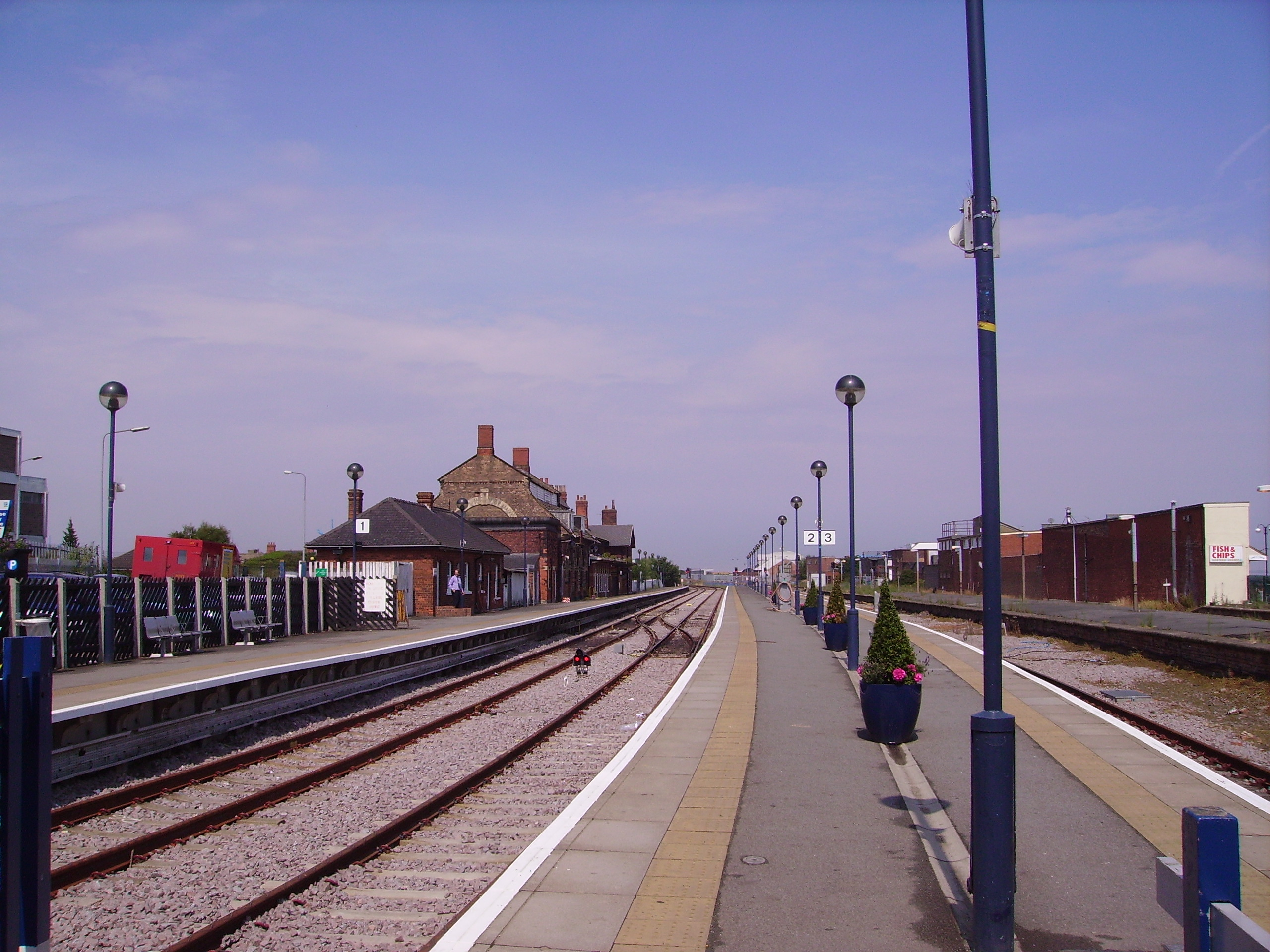
Bahnhof Cleethorpes

Die drei Bahngesellschaften First Transpennine Express, Northern Rail und East Midlands Trains bieten Zugverbindungen über Grimsby nach Barton-upon-Humber (mit Busanschluss nach Hull), Newark-on-Trent sowie zum Flughafen Manchester an.
In Cleethorpes enden die A16 aus Richtung Skegness sowie die A46, welche von Bath über Coventry, Leicester und Lincoln hierher führt. Anschluss zum Autobahnnetz hat man über Grimsby und die A180, welche sich bei Barnetby als M180 fortsetzt. Siehe auch: A roads
In Cleethorpes befinden sich die weiterführenden Schulen The Lindsey School sowie Matthew Humberstone School.

## Persönlichkeiten
- Hugh Bancroft (1904–1988), Organist und Komponist
- Patrick Wymark (1926–1970), Schauspieler
- Peter Appleyard (1928–2013), Jazzmusiker
- Patricia Hodge (* 1946), Schauspielerin
- Rod Temperton (1947–2016), Songwriter, Musikproduzent und Musiker
- Julie Peasgood (* 1956), Schauspielerin, Fernsehmoderatorin, Autorin und Sprecherin
- Jason Dunlop (* 1970), Paläontologe
- Gemma Merna (* 1984), Schauspielerin